# 伊南房州通往還
伊南房州通往還（いなんぼうしゅうつうおうかん）は千葉県千葉市中央区浜野から外房を通り館山市北条に至る街道である。茂原市までの一部は「茂原街道」と「大網街道」として構成されている。別称は「房総東往還」である。

## 概要
千葉県の外房の大部分を通っており、現在は県道14号と国道128号が当街道に沿う形で建設された。しかし、元禄地震・関東地震（関東大震災）などの東京湾地下の相模トラフ巨大地震や慶長地震などの房総沖地震、千葉県東方沖地震などにより隆起・沈没、樹木の倒壊、地質が軟弱のため土砂崩れが起こるなどしたため道順は度々変化している。また、正確な成立年は不明である。なお、「伊南」とは中世の上総国夷隅郡に作られた荘園である伊南荘に由来する。当街道は江戸時代には確立しており、内房の房総往還、外房の伊南房州通往還、銚子街道、成田街道（佐倉道）と共に多くの生活路・輸送路として役割を果たした。古くより「房総往還」（または「房州道」、「房州街道」、「房州往還」）と混同されて記されることもあった。現在は、千葉県道路愛称名により浜野から茂原までを「茂原街道」、浜野から大網までを「大網街道」として構成されているが、それより以南では正式の愛称名を付けられていない。明治時代以降は軍事面の役割を高めるため、房総往還とともに国道として正式に整備され始め、外房線と共にその役割は増進した。なお、太平洋戦争後はモーターリゼーションなどにより自動車が普及したため街道が整備され、国道128号のバイパス道路である「外房黒潮ライン」が建設された。なお、浜野や茂原などの古くから栄えている街では藩などが管理していたが、勝浦・鴨川など海岸線間際の地域では地元民により舗装の維持をしていたため、総括的に管理されていない。

当項目では起点を中央区「浜野」交差点、終点を館山市「北条」交差点とし、近代以降（明治政府成立後）の道順・変遷について記述する。

## 路線状況

### 茂原街道ルート
起点である千葉市中央区「浜野」交差点の房総往還から分岐する。県道219号が踏襲し、村田川の河川流域を通る。県道14号千葉茂原線と合流し、「古市場」交差点で国道16号と交差する。その後は村田川の真横を通り、ちはら台からは県道14号が主に踏襲し、長生郡長柄町を通過、圏央道茂原長柄スマートICと接続し、茂原市に入る。「高師」交差点で国道128号（大網街道ルート）と合流する。

### 大網街道ルート
起点である千葉市中央区「塩浜橋」交差点の房総往還から分岐する。県道66号浜野四街道長沼線が踏襲し、「生実」交差点で国道16号と交差する。本満寺付近で逸れて、「北生実上宿」で千葉外房有料道路と接続する。そこからは外房線の真横を通過して、緑区に入り、「おゆみ野1丁目」交差点で外房線を踏切を北に越えると荒れ地に道が残っている。荒れ地内の京成千原線には橋がかかっておりルートがわかる。荒れ地を抜け「鎌取十字路」交差点からは県道20号千葉大網線が踏襲する。鎌取駅、誉田駅の横を通過し、誉田ICで千葉外房有料道路と接続する。再び外房線の土気駅のそばを通過し大網白里市に入る。大網駅付近で銚子道と接続し、そこから南に向けて九十九里平野を通過する。永田駅を通過し、本納駅付近で県道226号本納停車場線が踏襲、「本納」交差点で国道128号バイパスと合流する。4.6kmほどを道なりに進むと県道14号千葉茂原線（茂原街道ルート）と合流する。

### 茂原 - 勝浦
「茂原公園」交差点で「道表通り」、「高砂通り」に曲がり、再び国道128号が踏襲する。一宮町を通過し東浪見駅付近にて県道152号が踏襲、いすみ市に入り「岬町江場土」にて国道128号と交差する。「三門駅入口」からは外房線の横の旧市街地を通り、国道465号の「深堀」交差点に出る。「いすみ市役所入口」からは県道174号が踏襲、大原駅近くを通り「貝須賀」交差点に出る。夷隅郡御宿町を通過し、勝浦市の「勝浦市部原」交差点からは海岸線を通る。墨名付近で「山ルート」と「浜ルート」の二手に分岐する。

### 山ルート
墨名の「外房線房総街道ガード」下を通り、「貝掛」交差点に出る。以降は県道82号が踏襲し、鴨川市内浦から旧道に出て小湊に入る。

### 浜ルート
国道128号旧道に沿うようにある市道が踏襲している。海岸線にある崖のそばを通過し、途中では急な斜面が続く。鵜原駅、上総興津駅、行川アイランド駅など外房線と平行しながら市街地を通過する。小湊付近で「山ルート」と合流する。

### 小湊 - 北条
そこからは国道128号旧道が踏襲する。天津を通過し、「東町交差点」に出て「鴨川市広場」から県道247号が踏襲し「加茂川橋」を通過、貝渚付近で市道を通過し県道89号に出る。再び県道247号に出て国道128号旧道を通過し、南房総市に入る。和田町海発にて分岐し、市境付近で消失する。館山市水玉で国道128号と合流し、各地で旧道を通り、国道127号と交差、「北条」交差点で房総往還に出る。

## 経由市町村
千葉市中央区、緑区、大網白里市、市原市、長生郡長柄町、茂原市、長生郡一宮町、いすみ市、夷隅郡御宿町、勝浦市、鴨川市、南房総市、館山市